# The Final Close-Up
The Final Close-Up er en amerikansk stumfilm fra 1919 af Walter Edwards.

## Medvirkende
- Shirley Mason som Nora Nolan
- Francis McDonald som Jimmie Norton
- James Gordon som Patrick Norton
- Betty Bouton som Emily Westervelt-Moore
- Eugene Burr som Lloyd Gregory